# شرنگاوا (استان لهستان بزرگ‌تر)
شرنگاوا (به لهستانی:  Szreniawa) یک روستا در لهستان است که در گمینا کومورنگکی واقع شده‌است. شرنگاوا ۸۱۰ نفر جمعیت دارد.